# Đội tuyển bóng chuyền nữ quốc gia Trung Quốc
Đội tuyển bóng chuyền nữ quốc gia Trung Quốc (Tiếng Trung: 中国女排) đại diện cho Trung Quốc tham gia các giải thi đấu và giao hữu bóng chuyền quốc tế. Họ là một trong những đội bóng chuyền nữ hàng đầu thế giới, chiến thắng tại giải World Cup bốn lần (năm 1981, 1985, 2003 và 2015), Vô địch Thế giới hai lần (năm 1982, 1986) và 3 lần vô địch tại đấu trường Olympic (năm 1984, năm 2004 và năm 2016). Hiện tại, huấn luyện viên trưởng là Lang Bình.
Trung Quốc đã năm lần liên tiếp đạt được danh hiệu cấp Thế giới trong những năm 1980. Mặc dù vậy họ đã không thể duy trì được sự phát triển trong những năm 1990, đội bóng đã vô địch World Cup trong các năm  2003 và 2015, cũng như đã giành được huy chương vàng tại Thế vận hội mùa hè 2004 và Thế vận hội mùa hè 2016.
Về phương diện văn hóa, bóng chuyền nữ là đội tuyển Trung Quốc đầu tiên có thắng lợi trên đấu trường thế giới, và rất quan trọng đầu những năm 1980, khi đội đã có nhiều sự theo dõi ở Trung quốc.

## Số liệu thống kê
| Giải đấu                  | Vàng | Bạc | Đồng | Tổng |
| ------------------------- | ---- | --- | ---- | ---- |
| Thế vận hội               | 3    | 1   | 2    | 6    |
| Vô Địch Thế giới          | 2    | 3   | 0    | 5    |
| World Cup                 | 4    | 1   | 3    | 8    |
| World Grand Champions Cup | 1    | 1   | 1    | 3    |
| World Grand Prix          | 1    | 5   | 3    | 9    |
| Á vận hội                 | 7    | 3   | 1    | 11   |
| Vô Địch Châu Á            | 13   | 3   | 1    | 17   |
| Châu Á Cup                | 4    | 1   | 0    | 5    |
| Universiade               | 6    | 2   | 2    | 10   |
| Tổng                      | 41   | 20  | 13   | 74   |

## Kết quả

### Thế vận hội
- 1984 —  Huy chương vàng
Zhang Rongfang, Hou Yuzhu, Yang Xiaojun, Yang Xilan, Zhu Ling, Zheng Meizhu, Su Huijuan, Lang Ping, Li Yanjun, Zhou Xiaolan, Liang Yan và Jiang Ying. Huấn luyện viên: Yuan Weimin.
- 1988 —  Huy chương đồng
Yang Xilan, Hou Yuzhu, Yang Xiaojun, Wu Dan, Jiang Ying, Zheng Meizhu, Su Huijuan, Li Guojun, Zhao Hong, Wang Yajun, Cui Yongmei và Li Yueming. Huấn luyện viên: Li Yaoxian.
- 1992 — Hạng 7
Li Guojun, Gao Lin, Chen Fengqin, Wu Dan, Ma Fang, Lai Yawen, Su Huijuan, Wang Yi, Li Yueming, Sun Yue, Su Liqun và Zhou Hong. Huấn luyện viên: Hu Jin.
- 1996 —  Huy chương bạc
Lai Yawen , Li Yan, Cui Yongmei, Zhu Yunying, Wu Yongmei, Wang Yi, He Qi, Pan Wenli, Liu Xiaoning, Wang Ziling, Sun Yue và Wang Lina. Huấn luyện viên: Lang Bình.
- 2000 — Hạng 5
Wu Dan, Li Yan, Zhu Yunying, Wu Yongmei, Li Shan, He Qi, Chen Jing, Sun Yue, Qiu Aihua, Gui Chaoran, Wang Lina và Yin Yin. Huấn luyện viên: Hu Jin.
- 2004 —  Huy chương vàng
Feng Kun , Yang Hao, Liu Yanan, Li Shan, Zhou Suhong, Zhao Ruirui, Zhang Yuehong, Chen Jing, Song Nina, Wang Lina, Zhang Na và Zhang Ping. Huấn luyện viên: Trần Trung Hòa.
- 2008 —  Huy chương đồng
Wang Yimei, Feng Kun , Yang Hao, Liu Yanan, Ngụy Thu Nguyệt, Từ Vân Lệ, Zhou Suhong, Zhao Ruirui, Xue Ming, Li Juan, Ma Yunwen và Zhang Na. Huấn luyện viên: Trần Trung Hòa.
- 2012 — Hạng 5
Wang Yimei, Mi Yang, Huệ Nhược Kỳ, Chu Jinling, Zhang Xian, Ngụy Thu Nguyệt , Yang Junjing, Shan Danna, Từ Vân Lệ, Zeng Chunlei, Ma Yunwen và Zhang Lei. Huấn luyện viên: Yu Juemin.
- 2016 —  Huy chương vàng
Viên Tâm Nguyệt, Chu Đình, Dương Phương Húc, Cung Tường Vũ, Ngụy Thu Nguyệt, Trương Thường Ninh, Lâm Lệ, Đinh Hà, Nhan Ni, Lưu Hiểu Đồng, Từ Vân Lệ và Huệ Nhược Kỳ . Huấn luyện viên: Lang Bình.

### Vô Địch Thế giới
- 1956 — Hạng 6
- 1962 — Hạng 9
- 1974 — Hạng 14
- 1978 — Hạng 6
- 1982 —  Huy chương vàng
- 1986 —  Huy chương vàng
- 1990 —  Huy chương bạc
- 1994 — Hạng 8
- 1998 —  Huy chương bạc
- 2002 — Hạng 4
Zhang Jing, Feng Kun , Yang Hao, Liu Yanan, Li Shan, Zhou Suhong, Zhao Ruirui, Zhang Yuehong, Chen Jing, Song Nina, Li Ying và Xiong Zi. Huấn luyện viên: Chen Zhonghe.
- 2006 — Hạng 5
Wang Yimei, Feng Kun , Yang Hao, Liu Yanan, Chu Jinling, Li Shan, Zhou Suhong, Li Juan, Song Nina, Zhang Na, Từ Vân Lệ and Zhang Ping. Huấn luyện viên: Chen Zhonghe.
- 2010 — Hạng 10
Wang Yimei, Trương Lỗi, Yang Jie, Shen Jingsi, Chu Jinling, Zhou Suhong, Ngụy Thu Nguyệt , Li Juan, Từ Vân Lệ, Xue Ming, Ma Yunwen and Zhang Xian. Huấn luyện viên: Yu Juemin.
- 2014 –  Huy chương bạc
Viên Tâm Nguyệt, Chu Đình, Dương Phương Húc, Thẩm Tịnh Tư, Yang Junjing, Ngụy Thu Nguyệt, Tăng Xuân Lội, Lưu Hiểu Đồng, Đơn Đan Na, Từ Vân Lệ, Huệ Nhược Kỳ , Trần Triển, Uông Huệ Mẫn, Vương Na. Huấn luyện viên: Lang Ping

### World Cup
- 1977 — Hạng 4
- 1981 —  Huy chương vàng
- 1985 —  Huy chương vàng
- 1989 —  Huy chương đồng
- 1991 —  Huy chương bạc
- 1995 —  Huy chương đồng
- 1999 — Hạng 5
Gui Chaoran, Zhu Yunying, Wu Yongmei, Li Shan, He Qi, Chen Jing, Sun Yue, Qiu Aihua, Zhou Suhong, Wang Lina, Lin Wenzhen và Yin Yin. Huấn luyện viên: Hu Jin.
- 2003 —  Huy chương vàng
Chen Jing, Feng Kun , Li Shan, Liu Yanan, Song Nina, Wang Lina, Yang Hao, Zhang Na, Zhang Ping, Zhang Yuehong, Zhao Ruirui và Zhou Suhong. Huấn luyện viên: Chen Zhonghe.
- 2007 — Không tham dự(Chủ nhả Olympics 2008 không phải tham dự vòng loại)
- 2011 —  Huy chương đồng
Wang Yimei, Mi Yang, Yang Jie, Huệ Nhược Kỳ, Zhang Xian, Ngụy Thu Nguyệt , Yang Junjing, Shan Danna, Từ Vân Lệ, Yang Zhou, Chen Liyi, Ma Yunwen, Trương Lỗi, và Fan Linlin. Huấn luyện viên: Yu Juemin.
- 2015 —  Huy chương vàng
Viên Tâm Nguyệt, Chu Đình, Shen Jingsi, Yang Junjing, Ngụy Thu Nguyệt, Zeng Chunlei , Trương Thường Ninh, Trương Hiểu Nhã, Lâm Lệ, Đinh Hà, Nhan Ni, Vương Mộng Khiết, Lưu Yến Hàm, và Lưu Hiểu Đồng. Huấn luyện viên: Lang Bình.

### World Grand Champions Cup
- 1993 —  Huy chương bạc
- 1997 — Hạng 4
- 2001 —  Huy chương vàng
Zhang Jing, Feng Kun, Yang Hao, Liu Yanan, Li Shan, Zhou Suhong, Zhao Ruirui, Zhang Yuehong, Chen Jing, Song Nina, Xiong Zi, Lin Hanying. Huấn luyện viên: Chen Zhonghe.
- 2005 —  Huy chương đồng
Wang Yimei, Feng Kun, Yang Hao, Liu Yanan, Chu Jinling, Zhou Suhong, Xue Ming, Li Juan, Song Nina, Ma Yunwen, Zhang Na, Zhang Ping. Huấn luyện viên: Trần Trung Hòa.
- 2017 — TBD

### World Grand Prix
- 1993 —  Huy chương bạc
- 1994 —  Huy chương đồng
- 1995 — Hạng 4
- 1996 — Hạng 4
- 1997 — Hạng 5
- 1998 — Hạng 4
- 1999 —  Huy chương đồng
- 2000 — Hạng 4
- 2001 —  Huy chương bạc
- 2002 —  Huy chương bạc
- 2003 —  Huy chương vàng
- 2004 — Hạng 5
- 2005 —  Huy chương đồng
- 2006 — Hạng 5
- 2007 —  Huy chương bạc
- 2008 — Hạng 5
- 2009 — Hạng 5
- 2010 — Hạng 4
- 2011 — Hạng 8
- 2012 — Hạng 5
- 2013 —  Huy chương bạc
- 2014 — Hạng 5
- 2015 — Hạng 4
- 2016 — Hạng 5
- 2017 — Hạng 4

### Á Vận hội
- 1974 —  Huy chương đồng
- 1978 —  Huy chương bạc
- 1982 —  Huy chương vàng
- 1986 —  Huy chương vàng
- 1990 —  Huy chương vàng
- 1994 —  Huy chương bạc
- 1998 —  Huy chương vàng
- 2002 —  Huy chương vàng
- 2006 —  Huy chương vàng
- 2010 —  Huy chương vàng
- 2014 —  Huy chương bạc

### Vô Địch Châu Á
- 1975 —  Huy chương đồng
- 1979 —  Huy chương vàng
- 1983 —  Huy chương bạc
- 1987 —  Huy chương vàng
- 1989 —  Huy chương vàng
- 1991 —  Huy chương vàng
- 1993 —  Huy chương vàng
- 1995 —  Huy chương vàng
- 1997 —  Huy chương vàng
- 1999 —  Huy chương vàng
- 2001 —  Huy chương vàng
- 2003 —  Huy chương vàng
- 2005 —  Huy chương vàng
- 2007 —  Huy chương bạc
- 2009 —  Huy chương bạc
- 2011 —  Huy chương vàng
- 2013 — Hạng 4
- 2015 —  Huy chương vàng
- 2017 — Hạng 4

### Asian Cup
- Năm 2008 —  Huy Chương Vàng
- Năm 2010 —  Huy Chương Vàng
- 2012 —  Huy Chương Bạc
- 2014 —  Huy Chương Vàng
- 2016 —  Huy Chương Vàng

## Đội

### Đội hình hiện tại
Head coach: Lang Bình
| Số | Tên                | Ngày sinh            | Chiều cao           | Cân nặng       | Nhảy đập        | Nhảy chắn       | Câu lạc bộ năm 2016–17 |
| -- | ------------------ | -------------------- | ------------------- | -------------- | --------------- | --------------- | ---------------------- |
| 1  | Viên Tâm Nguyệt    | 21 tháng 12 năm 1996 | 2,01 m (6 ft 7 in)  | 78 kg (172 lb) | 317 cm (125 in) | 311 cm (122 in) | Quân đội               |
| 2  | Chu Đình           | 29 tháng 11 năm 1994 | 1,98 m (6 ft 6 in)  | 78 kg (172 lb) | 327 cm (129 in) | 300 cm (120 in) | VakıfBank              |
| 3  | Dương Phương Húc   | 6 tháng 10 năm 1994  | 1,90 m (6 ft 3 in)  | 71 kg (157 lb) | 308 cm (121 in) | 300 cm (120 in) | Shandong               |
| 6  | Cung Tường Vũ      | 21 tháng 4 năm 1997  | 1,86 m (6 ft 1 in)  | 72 kg (159 lb) | 313 cm (123 in) | 302 cm (119 in) | Giang Tô               |
| 7  | Ngụy Thu Nguyệt    | 26 tháng 9 năm 1988  | 1,82 m (6 ft 0 in)  | 65 kg (143 lb) | 305 cm (120 in) | 300 cm (120 in) | Tianjin                |
| 9  | Trương Thường Ninh | 6 tháng 11 năm 1995  | 1,93 m (6 ft 4 in)  | 80 kg (180 lb) | 315 cm (124 in) | 303 cm (119 in) | Giang Tô               |
| 10 | Lưu Hiểu Đồng      | 16 tháng 2 năm 1990  | 1,88 m (6 ft 2 in)  | 70 kg (150 lb) | 312 cm (123 in) | 300 cm (120 in) | Beijing                |
| 11 | Từ Vân Lệ          | 2 tháng 8 năm 1987   | 1,95 m (6 ft 5 in)  | 75 kg (165 lb) | 325 cm (128 in) | 306 cm (120 in) | Fujian                 |
| 12 | Huệ Nhược Kỳ (C)   | 4 tháng 3 năm 1991   | 1,92 m (6 ft 4 in)  | 72 kg (159 lb) | 315 cm (124 in) | 305 cm (120 in) | Giang Tô               |
| 15 | Lâm Lệ (L)         | 5 tháng 7 năm 1992   | 1,71 m (5 ft 7 in)  | 65 kg (143 lb) | 294 cm (116 in) | 294 cm (116 in) | Fujian                 |
| 16 | Đinh Hà            | 13 tháng 1 năm 1990  | 1,80 m (5 ft 11 in) | 61 kg (134 lb) | 305 cm (120 in) | 300 cm (120 in) | Liêu Ninh              |
| 17 | Nhan Ni            | 2 tháng 3 năm 1987   | 1,92 m (6 ft 4 in)  | 74 kg (163 lb) | 317 cm (125 in) | 306 cm (120 in) | Liêu Ninh              |

### Đội hình năm 1994
Huấn luyện viên: Li Xiaofeng
| Số | Tên          | Ngày sinh | Chiều cao           | Câu lạc bộ năm 1994 |
| -- | ------------ | --------- | ------------------- | ------------------- |
| 1  | Lai Yawen    | 09.09.70  | 187 cm (6 ft 2 in)  | Liêu Ninh           |
| 3  | Cui Yongmei  | 25.01.69  | 181 cm (5 ft 11 in) | Shandong            |
| 6  | Wang Yi      | 21.05.73  | 189 cm (6 ft 2 in)  | Thượng Hải          |
| 8  | Pan Wenli    | 08.03.69  | 183 cm (6 ft 0 in)  | Thượng Hải          |
| 9  | Su Liqun     | 16.10.70  | 187 cm (6 ft 2 in)  | Giang Tô            |
| 10 | Wang Ziling  | 14.01.72  | 181 cm (5 ft 11 in) | Fujian              |
| 11 | Yue Sun      | 15.03.73  | 186 cm (6 ft 1 in)  | Giang Tô            |
| 13 | Su Huijuan   | 03.04.64  | 179 cm (5 ft 10 in) | Hebei               |
| 14 | Ji Liping    | 29.11.68  | 180 cm (5 ft 11 in) | Sichuan             |
| 17 | Qi Lili      | 19.04.71  | 181 cm (5 ft 11 in) | Zhejiang            |
| 18 | Yan Yin      | 02.01.73  | 185 cm (6 ft 1 in)  | Zhejiang            |
| 2  | Xiao Jianhua | 29.07.75  | 190 cm (6 ft 3 in)  | Liêu Ninh           |
| 4  | Mao Julan    | 03.01.74  | 183 cm (6 ft 0 in)  | Giang Tô            |
| 5  | Shen Lan     | 10.01.70  | 175 cm (5 ft 9 in)  | Giang Tô            |
| 7  | Wu Yongmei   | 01.09.76  | 186 cm (6 ft 1 in)  | Hebei               |
| 12 | Chen Xuya    | 21.03.75  | 184 cm (6 ft 0 in)  | Sichuan             |
| 15 | Deng Yang    | 10.07.75  | 184 cm (6 ft 0 in)  | Giang Tô            |
| 16 | He Qi        | 16.09.73  | 180 cm (5 ft 11 in) | Yunnan              |

### Huấn luyện viên
- Li Ange (1954-1956)
- Hou Weiyi (1956,1959-1962)
- Qian Jiaxiang (1957)
- He Bingkun (1958,1965)
- Que Yongwu (1963-1964)
- Ma Zhanyuan (1966)
- Wang Suyun (1972)
- Xu Jie (1972)
- Li Zongyong (1972-1974)
- Han Yunbo (1975)
- Yuan Weimin (1976-1984)
- Deng Ruozeng (1985)
- Zhang Rongfang (1986)
- Li Yaoxian (1987-1988)
- Hu Jin (1989-1992,1999-2000)
- Li Xiaofeng (1993-1994)
- Lang Ping (1995-1998,2013-)
- Chen Zhonghe (2001-2008)
- Cai Bin (2009)
- Wang Baoquan (2010)
- Yu Juemin (2010-2012)
- An Jiajie (Tạm quyền) (2017-)

## Link bên ngoài
- Official website Lưu trữ ngày 8 tháng 9 năm 2014 tại Wayback Machine
- FIVB profile